# Habitatge al carrer Principal, 6 (Calafell)
L'habitatge al Carrer Principal, 6 és un edifici, protegit com a bé cultural d'interès local, al nucli de Calafell (Baix Penedès). L'edifici, de planta irregular, disposa de planta baixa i una planta pis. La façana principal és orientada al nord-est i té una composició ordenada a partir d'eixos de simetria. A la planta baixa hi ha el portal en un costat i les finestres amb reixes a l'altre. A l'extrem del costat dret hi ha una porta oberta posteriorment. A la planta pis hi ha tres finestres, més petites, amb clavellinera. Totes les obertures originals mostren una faixa decorativa amb relleu a la part posterior. A l'extrem superior de la façana hi ha una tortugada. Adossat al costat nord-oest de l'edifici hi ha un cos de planta baixa amb una porta cotxera. La façana és arrebossada i pintada de color blanc, a excepció de les faixes de les finestres que són de color ocre. A la part baixa hi ha un sòcol que no és original. A la part posterior de l'immoble hi ha un pati de grans dimensions. El sistema constructiu és de tipus tradicional amb murs de càrrega i sostres unidireccionals de bigues de fusta. La coberta és de teula àrab. Els murs són de maçoneria i morter de calç.